# Smolnica (powiat suwalski)
Smolnica – wieś w Polsce położona w województwie podlaskim, w powiecie suwalskim, w gminie Rutka-Tartak.
W latach 1975–1998 miejscowość położona była w województwie suwalskim.
W 1827 roku we wsi było 68 mieszkańców w 7 domach.